# Verwaltungsgliederung Portugals

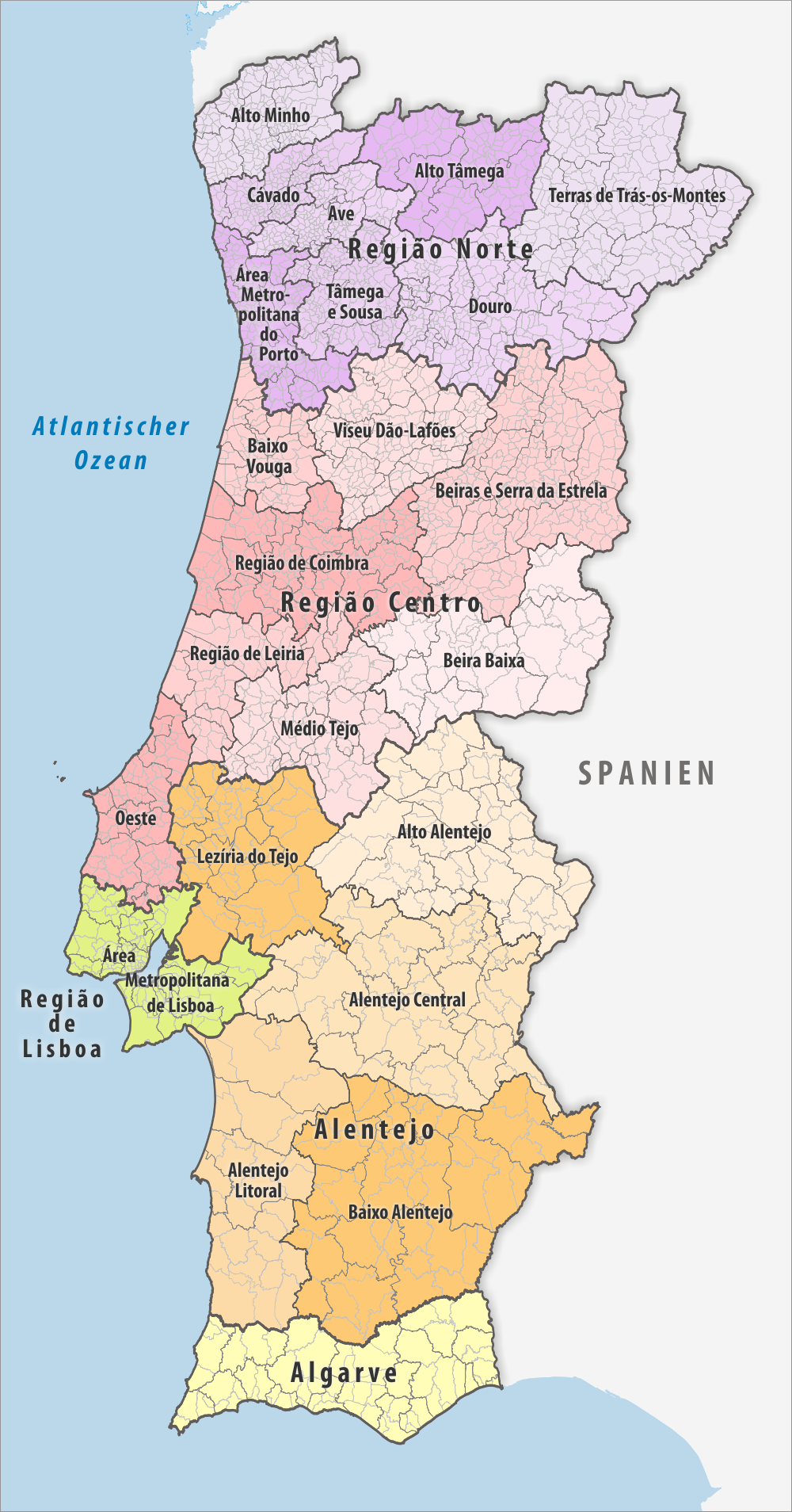
Die Regionen und Subregionen Kontinentalportugals

Die Verwaltungsgliederung Portugals ist die vertikale administrative Struktur der Portugiesischen Republik. Das Land ist in Kontinentalportugal sowie zwei Autonome Regionen (Azoren und Madeira) gegliedert. Kontinentalportugal ist in 18 Distrikte (distritos) aufgeteilt. Die Distrikte und die Autonomen Regionen bestehen insgesamt aus 308 Kreisen (municípios), die wiederum in 3091 Gemeinden (freguesias) unterteilt sind.
Die zusätzliche Aufteilung von Kontinentalportugal in Regionen (Alentejo, Algarve, Centro, Lissabon und Norte) und Subregionen hat nur statistische und entwicklungstechnische Bedeutung.

## NUTS
Neben den Distrikten ist Portugal in sieben Regionen eingeteilt, denen aber keine Verwaltungseinrichtungen entsprechen. Sie sind nicht immer deckungsgleich mit den Distrikten und dienen nur statistischen und übergeordneten Planungszwecken. Sie waren ursprünglich von den Kommissionen zur regionalen Entwicklung (Comissões de Coordenação e Desenvolvimento Regional, CCDRs) geschaffen worden und wurden später mit den ebenfalls zu statistischen Zwecken gebildeten NUTS 2 gleichgesetzt. Bedeutung darüber hinaus haben sie, anders als die Autonomen Regionen, noch nicht erlangt.
Die sieben Regionen unterteilen sich in 25 statistische Subregionen, die keine signifikante Administration haben. Sie dienen vielmehr der Sammlung von Daten, der Planung ökonomischer Maßnahmen und als NUTS-3-Regionen.
Die folgende Liste zeigt, aus welchen Subregionen eine Region gebildet wird, die Fläche, die Einwohnerzahl der Jahre 2001, 2011 und 2021, das Bevölkerungswachstum zwischen den genannten Jahren und die Bevölkerungsdichte aller Subregionen und Regionen.
Die Regionen Norte, Centro und Alentejo bestehen aus mehreren Subregionen, wohingegen die Regionen Algarve, Azoren, Madeira und Lissabon nur aus einer, der gleichnamigen Subregion bestehen.
| Subregion | Subregion                 | Region   | Hauptstadt       | Kreise | Gemeinden | Fläche (km2) | Bevölkerung (2021) | Bevölkerungsdichte |
| --------- | ------------------------- | -------- | ---------------- | ------ | --------- | ------------ | ------------------ | ------------------ |
|           | Alto Minho                | Norte    | Viana do Castelo | 10     | 208       | 2.219        | 231.293            | 104                |
|           | Alto Tâmega               | Norte    | Chaves           | 6      | 118       | 2.922        | 84.253             | 28                 |
|           | Metropolregion Porto      | Norte    | Porto            | 17     | 173       | 2.040        | 1.736.491          | 851                |
|           | Ave                       | Norte    | Guimarães        | 8      | 168       | 1.451        | 418.531            | 288                |
|           | Cávado                    | Norte    | Braga            | 6      | 181       | 1.246        | 416.652            | 351                |
|           | Douro                     | Norte    | Vila Real        | 19     | 217       | 4.032        | 183.886            | 46                 |
|           | Tâmega e Sousa            | Norte    | Penafiel         | 11     | 177       | 1.832        | 408.675            | 223                |
|           | Terras de Trás-os-Montes  | Norte    | Bragança         | 9      | 175       | 5.544        | 107.293            | 19                 |
|           | Beira Baixa               | Centro   | Castelo Branco   | 6      | 59        | 4.614        | 80.775             | 17                 |
|           | Beiras e Serra da Estrela | Centro   | Guarda           | 15     | 266       | 6.305        | 210.633            | 33                 |
|           | Médio Tejo                | Centro   | Tomar            | 13     | 93        | 2.283        | 228.604            | 100                |
|           | Oeste                     | Centro   | Caldas da Rainha | 12     | 89        | 2.220        | 363.551            | 164                |
|           | Região de Aveiro          | Centro   | Aveiro           | 11     | 74        | 1.692        | 367.490            | 217                |
|           | Região de Coimbra         | Centro   | Coimbra          | 19     | 168       | 4.335        | 436.929            | 101                |
|           | Região de Leiria          | Centro   | Leiria           | 10     | 67        | 2.449        | 286.792            | 118                |
|           | Viseu Dão-Lafões          | Centro   | Viseu            | 14     | 156       | 3.238        | 252.793            | 78                 |
|           | Metropolregion Lissabon   | Lissabon | Lissabon         | 18     | 118       | 3.001        | 2.870.770          | 957                |
|           | Alentejo Central          | Alentejo | Évora            | 14     | 69        | 7.393        | 152.511            | 22                 |
|           | Alentejo Litoral          | Alentejo | Grândola         | 5      | 31        | 5.308        | 96.485             | 18                 |
|           | Alto Alentejo             | Alentejo | Portalegre       | 15     | 69        | 6.230        | 104.930            | 17                 |
|           | Baixo Alentejo            | Alentejo | Beja             | 13     | 62        | 8.505        | 114.889            | 13                 |
|           | Lezíria do Tejo           | Alentejo | Santarém         | 11     | 68        | 4.275        | 235.892            | 55                 |
|           | Algarve                   | Algarve  | Faro             | 16     | 67        | 4.960        | 467.475            | 94                 |
|           | Azoren                    | Azoren   | Ponta Delgada    | 19     | 155       | 2.333        | 236.440            | 101                |
|           | Madeira                   | Madeira  | Funchal          | 11     | 54        | 801          | 250.769            | 313                |

## Distrikte

### Distrikte

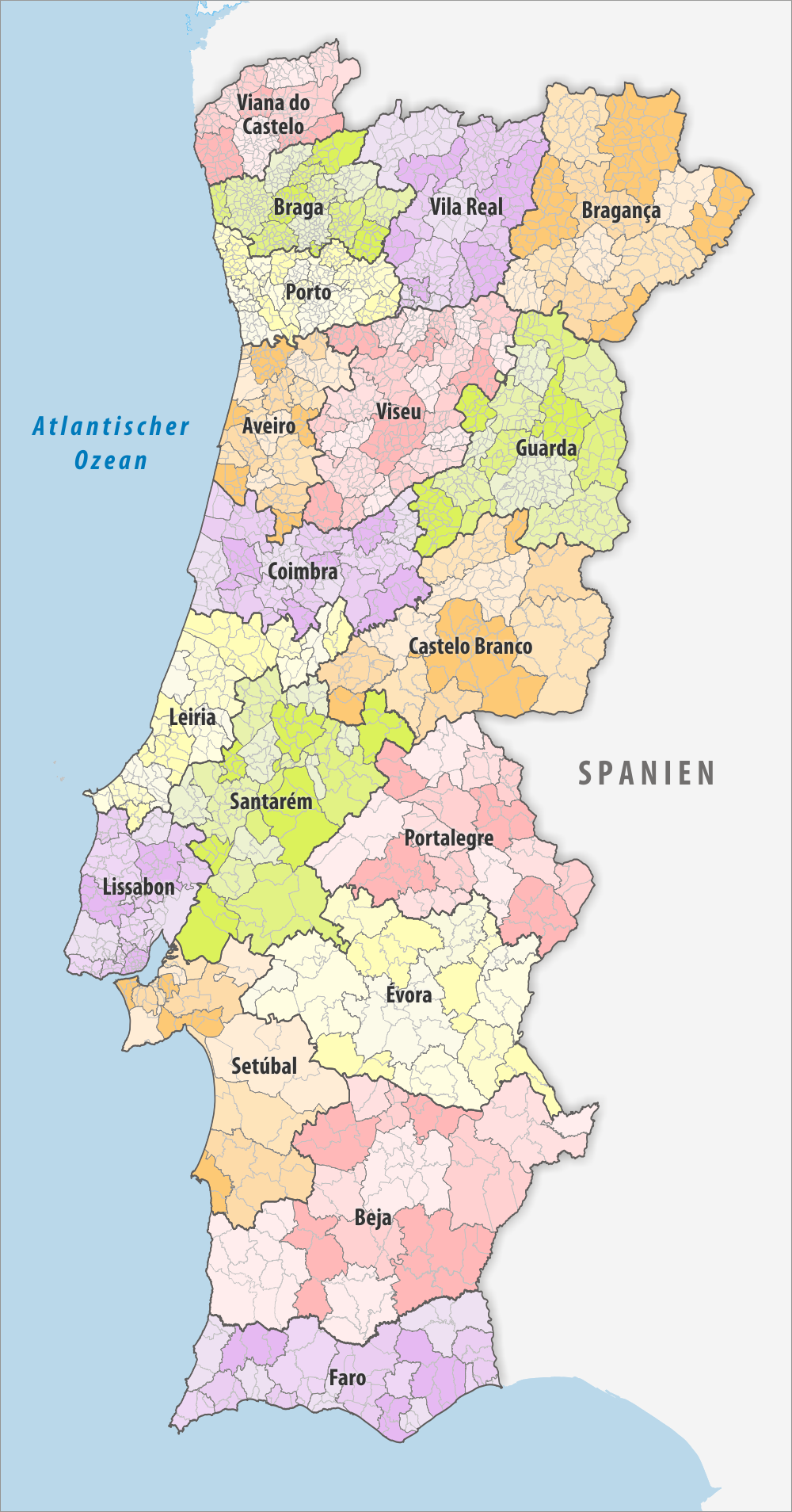
Die 18 Distrikte Kontinentalportugals

Kontinentalportugal ist in 18 Distrikte (distritos) unterteilt. Diese bilden unterhalb der Regierung die höchste Verwaltungseinheit. Daneben sind die beiden Inselarchipele als Autonome Region Azoren und Autonome Region Madeira autonome Körperschaften, die bei Beibehaltung ihrer weitreichenden Autonomie aber je nach nötigem Entscheidungsbedarf den Distrikten gleichgestellt sind.
| Distrikt            | Anzahl Kreise | Anzahl Gemeinden | Einwohner (2021) | Fläche km² | Dichte Einw./km² | LAU- Code |
| ------------------- | ------------- | ---------------- | ---------------- | ---------- | ---------------- | --------- |
| Aveiro              | 19            | 147              | 700.787          | 2.801,20   | 250              | 01        |
| Beja                | 14            | 75               | 144.401          | 10.263,29  | 14               | 02        |
| Braga               | 14            | 347              | 846.293          | 2.706,12   | 313              | 03        |
| Bragança            | 12            | 226              | 122.804          | 6.598,52   | 19               | 04        |
| Castelo Branco      | 11            | 120              | 177.962          | 6.627,47   | 27               | 05        |
| Coimbra             | 17            | 155              | 408.551          | 3.973,73   | 103              | 06        |
| Évora               | 14            | 69               | 152.444          | 7.393,46   | 21               | 07        |
| Faro                | 16            | 67               | 467.343          | 4.996,79   | 94               | 08        |
| Guarda              | 14            | 242              | 142.974          | 5.535,28   | 26               | 09        |
| Leiria              | 16            | 110              | 458.605          | 3.505,73   | 131              | 10        |
| Lissabon            | 16            | 134              | 2.275.385        | 2.816,14   | 808              | 11        |
| Portalegre          | 15            | 69               | 104.923          | 6.084,29   | 17               | 12        |
| Porto               | 18            | 243              | 1.785.405        | 2.331,66   | 766              | 13        |
| Santarém            | 21            | 141              | 424.973          | 6.718,33   | 63               | 14        |
| Setúbal             | 13            | 55               | 874.806          | 5.214,07   | 168              | 15        |
| Viana do Castelo    | 10            | 208              | 231.266          | 2.218,87   | 104              | 16        |
| Vila Real           | 14            | 197              | 185.695          | 4.307,51   | 43               | 17        |
| Viseu               | 24            | 277              | 351.292          | 5.009,78   | 70               | 18        |
| Kontinentalportugal | 278           | 2882             | 9.855.909        | 89.102,24  | 111              | 1         |

### Kreise und Gemeinden
Die 18 Distrikte gliedern sich in insgesamt 308 Kreise (municípios oder concelhos) und diese weiter in insgesamt 3091 Gemeinden (freguesias).
Bis zur administrativen Neuordnung 2013 bestanden 4259 Gemeinden in Portugal.

## Weitere Gliederung

### Metropolregionen
Die aufgrund von Gesetzen aus dem Jahre 2003 beabsichtigte weitere administrative Aufteilung in Áreas Urbanas und den weiteren Untergliederungen in Grandes Áereas Urbanos Metropolitanas (GAM), Comunidades Urbanas (ComUrb) sowie Comunidades Intermunicipais (ComInter) wurde nur in einigen Fällen durchgeführt, hier vor allem in den GAM de Lisboa und GAM do Porto. Aufgrund eines Gesetzes vom 27. August 2008 wurden die entsprechenden Gesetze und damit die vorgesehenen Einteilungen aufgehoben. Nunmehr können die Municípios der Subregionen (NUTS III) eine Comunidade Intermunicipal, abgekürzt CIM, als einen Verband allgemeinen Zweckes (associação de municípios de fins múltiplos, Gemeindeverband) bilden. Solche Zweckverbände können Municípios auch zur gemeinsamen Verfolgung bestimmter festgelegter Zwecke mit anderen auch außerhalb der Unterregion liegenden Municípios gründen. Die Verbände sind eigene Körperschaften des öffentlichen Rechts, denen ein Rat beigegeben ist, in den die Munizipalversammlungen der Mitgliedsmunicípios Vertreter entsenden. Die aufgrund der vorhergehenden Gesetze als GAM entstandenen Verbände von Grande Lisboa e da Península de Setúbal sowie von Grande Porto e de Entre-Douro e Vouga wurden gesondert in eine Área Metropolitana nach neuem Recht überführt.

### Die historischen Provinzen (1936–1976)

Die Provinzen Kontinentalportugals (1936–1976)

Das semifaschistische Estado-Novo-Regime teilte Kontinentalportugal 1936 in elf Provinzen auf. Sie bestanden bis zur territorialen Neuregelung mit der Verfassung Portugals 1976.
Die Provinzen finden heute gelegentlich noch in der Umgangssprache als regionale Bezugspunkte Verwendung, da ihre Abgrenzungen von der Diktatur nach historischen, kulturellen und traditionellen Gesichtspunkten gezogen wurden. Die Provinznamen konnten sich so als vereinfachte regionale Bezeichnungen im allgemeinen Sprachgebrauch etablieren, losgelöst von tatsächlichen Verwaltungskompetenzen.
In der Verwaltungspraxis konnten sich die Provinzen dagegen nicht durchsetzen, vor allem auf Grund fehlender Kompetenzen oder sich mit anderen Behörden und Verwaltungsebenen überschneidenden Zuständigkeiten. Etwa respektierten die Provinzgrenzen nicht die Grenzen der Kreise, so dass Kreise in Teilen mehreren Provinzen angehören konnten.
Die Provinzen waren, von Nord nach Süd:
- Minho
- Trás-os-Montes e Alto Douro
- Douro Litoral
- Beira Alta
- Beira Litoral
- Beira Baixa
- Ribatejo
- Estremadura
- Alto Alentejo
- Baixo Alentejo
- Algarve